# Thalassodes liquescens
Thalassodes liquescens là một loài bướm đêm trong họ Geometridae.